# (2542) Calpurnia
(2542) Calpurnia ist ein Asteroid des Hauptgürtels, der am 11. Februar 1980 vom amerikanischen Astronomen Edward L. G. Bowell an der Anderson Mesa Station (IAU Code 688) des Lowell-Observatoriums in Coconino County entdeckt wurde.
Der Asteroid wurde nach Calpurnia benannt, der letzten Ehefrau des römischen Politikers und Diktators Gaius Iulius Caesar.